# Radim Fiala (politik)
Radim Fiala (* 24. července 1969 Prostějov) je český podnikatel a politik, v letech 2006 až 2013 poslanec Poslanecké sněmovny PČR zvolený za Občanskou demokratickou stranu (ODS; od listopadu 2012 do srpna 2013 nezařazený poslanec); ve volbách do sněmovny v roce 2013 byl zvolen poslancem za Úsvit přímé demokracie Tomia Okamury. Ve volbách v roce 2017 mandát poslance obhájil za hnutí Svoboda a přímá demokracie (SPD) a stal se i předsedou poslaneckého klubu hnutí. Po parlamentních volbách v roce 2021 poslanecký mandát obhájil i zůstal předsedou klubu SPD.

## Život
Vystudoval Střední veterinární školu v Kroměříži a Vysokou školu zemědělskou v Brně. Zaměstnán byl v Agrostroji Prostějov, od roku 1993 samostatně podnikal v oblasti ostrahy a ochrany osob i majetku. Od roku 2009 působí jako jednatel bezpečnostní firmy IF KINGS Security a typografické firmy Studio PN Prostějov.

### Angažmá v ODS
V komunálních volbách roku 2002 byl zvolen do zastupitelstva města Prostějov za ODS. V komunálních volbách roku 2006 také kandidoval, avšak neúspěšně a opětovně byl do tamního zastupitelstva zvolen v komunálních volbách roku 2010. Profesně se k roku 2002 uvádí jako podnikatel, následně k roku 2006 a 2010 coby poslanec. Byl i členem městské rady Prostějova a předsedou finančního výboru města. V roce 2009 ho Mladá fronta DNES označila za zdatného lobbistu, protože při takzvaném „porcování medvěda“ prosadil milionové dotace pro Sportcentrum v Prostějově a na opravu Husovy školy v tomto městě.
Ve volbách v roce 2006 byl zvolen do poslanecké sněmovny za ODS (volební obvod Olomoucký kraj). Byl členem sněmovního rozpočtového výboru a výboru pro životní prostředí. Poslanecký mandát obhájil ve volbách roku 2010. Byl členem výboru pro životní prostředí a do prosince 2012 i rozpočtového výboru. Do 7. listopadu 2012 byl členem poslaneckého klubu ODS, pak zasedal ve sněmovně jako nezařazený poslanec.
V letech 1998–2012 byl členem ODS. Ze strany ovšem vystoupil 31. října 2012 kvůli nesouhlasu se zvyšováním daní, které prosazovala vláda Petra Nečase. Premiér Petr Nečas Fialův krok označil za „útěk od vlastní politické odpovědnosti“. Kvůli odchodu Fialy z ODS totiž vláda ve Sněmovně ztratila velmi křehkou většinu 101 hlasu, kterou do té doby byla schopna hájit díky stovce poslanců ODS, TOP 09 a LIDEM, a dále hlasu Milana Šťovíčka ze strany Věci veřejné. Při hlasování o nedůvěře vládě v lednu 2013 se zdržel hlasování, a aktivně se tak nepřipojil k opozičním stranám požadujícím pád Nečasova kabinetu. Hlasování o důvěře vládě Jiřího Rusnoka v srpnu 2013 se nezúčastnil.

### Úsvit přímé demokracie
Ve volbách do Poslanecké sněmovny PČR v roce 2013 kandidoval v Olomouckém kraji jako lídr Úsvitu přímé demokracie Tomia Okamury a byl zvolen poslancem. Dostal 1 622 preferenčních hlasů, tj. 6,00 % z hlasů pro stranu.
Na začátku listopadu 2013 byl zvolen předsedou Poslaneckého klubu hnutí Úsvit přímé demokracie. Funkci vykonával do ledna 2015, kdy jej z ní poslanecký klub většinou jednoho hlasu odvolal. Důvodem mělo být podle některých členů klubu Fialovo jednání a uzavírání dohod bez vědomí poslanců, účast na jednání rozpočtového výboru či příklon ke sloučení se Stranou práv občanů. Dne 24. března 2015 byl po dlouhodobých sporech vyloučen spolu s Okamurou z Poslaneckého klubu hnutí Úsvit přímé demokracie. Členem hnutí zůstal až do 5. května, kdy společně s Tomiem Okamurou oznámili, že z něj odešli a zakládají novou politickou stranu Svoboda a přímá demokracie, později se stal jejím místopředsedou.
V komunálních volbách v roce 2014 se pokoušel za hnutí Úsvit přímé demokracie obhájit post zastupitele města Prostějova, ale neuspěl.

### Svoboda a přímá demokracie
V krajských volbách 2016 kandidoval na post hejtmana jako lídr společné kandidátky SPD a SPO v Olomouckém kraji. Byl zvolen krajským zastupitelem. Ve volbách do Poslanecké sněmovny PČR v roce 2017 byl lídrem hnutí SPD v Olomouckém kraji. Získal 2 929 preferenčních hlasů, a obhájil tak mandát poslance. Dne 26. října 2017 byl zvolen předsedou Poslaneckého klubu SPD.
V červenci 2018 obhájil na sjezdu hnutí SPD v Praze post místopředsedy hnutí, získal 149 ze 152 hlasů. V komunálních volbách v roce 2018 se po čtyřleté pauze stal opět zastupitelem města Prostějova, když úspěšně kandidoval za hnutí SPD. V listopadu 2018 však na mandát rezignoval.
V krajských volbách v roce 2020 byl lídrem kandidátky hnutí SPD v Olomouckém kraji, mandát krajského zastupitele se mu podařilo obhájit.
Ve volbách do Poslanecké sněmovny PČR v roce 2021 byl lídrem hnutí SPD v Olomouckém kraji a byl zvolen poslancem. Následně se opět stal předsedou Poslaneckého klubu SPD. Na celostátních konferencích hnutí obhájil v prosinci 2021 i v dubnu 2024 funkci místopředsedy.
V krajských volbách v roce 2024 byl z pozice člena hnutí SPD lídrem kandidátky „SPD, Trikolora, PRO a Svobodní“ do Zastupitelstva Olomouckého kraje. Mandát zastupitele se mu podařilo získat.
Ve volbách do Poslanecké sněmovny Parlamentu ČR v roce 2025 je z pozice člena hnutí SPD lídrem společné kandidátky SPD, Trikolory, Svobodných a PRO v Olomouckém kraji.